# 生鮮館やまひこ
生鮮館やまひこ（せいせんかんやまひこ）は、愛知県尾張地区に株式会社山彦が展開するスーパーマーケットチェーン。

## 概要
山彦では、売り場のことを買場（かいば）と呼んでおり、社員1人あたりに決められたスペースが与えられる。社員は、魅力的な「買場作り」を目指し日々努力しているという。
閉鎖した店舗跡に居抜き出店するケースが多く、出店費用を抑えている。
現在は、南大通店・春日井店で深夜0時まで営業している。
2016年（平成28年）1月に発生した、廃棄食品横流し問題で、廃棄カツを販売した事を発表したものの、HP等では一切釈明、謝罪がされていない。

## 沿革
- 1868年（明治元年） - 創業。
- 1970年（昭和45年）7月 - 株式会社に改組。
- 2000年（平成12年）9月11日〜12日 - 東海豪雨により喜惣治店が水没するが、後に新装オープン。
- 2001年（平成13年）11月22日 - 岐阜県海津市に海津店オープン。
- 2003年（平成15年）9月2日 - 愛知県春日井市に春日井店オープン。
- 2004年（平成16年）10月19日 - 愛知県岩倉市に岩倉店オープン。
- 2007年（平成19年）5月31日 - 愛知県弥富市に弥富店オープン。
- 2007年（平成19年）9月11日 - 愛知県春日井市に勝川店オープン（2017年（平成29年）6月20日に閉店）。
- 2008年（平成20年）9月9日 - 愛知県名古屋市北区に如意店オープン。
- 2012年（平成24年）7月24日 - 愛知県小牧市に小牧店オープン。
- 2014年（平成26年）3月25日 - 三重県桑名市に陽だまりの丘桑名店オープン。
- 2017年（平成29年）9月1日 - 三重県桑名市に赤尾店オープン。
- 2019年（令和元年）11月 - 愛知県尾張旭市に尾張旭店居抜きでオープン。
- 2023年（令和5年）2月22日

岐阜県海津市の海津店が閉店。

## 店舗一覧

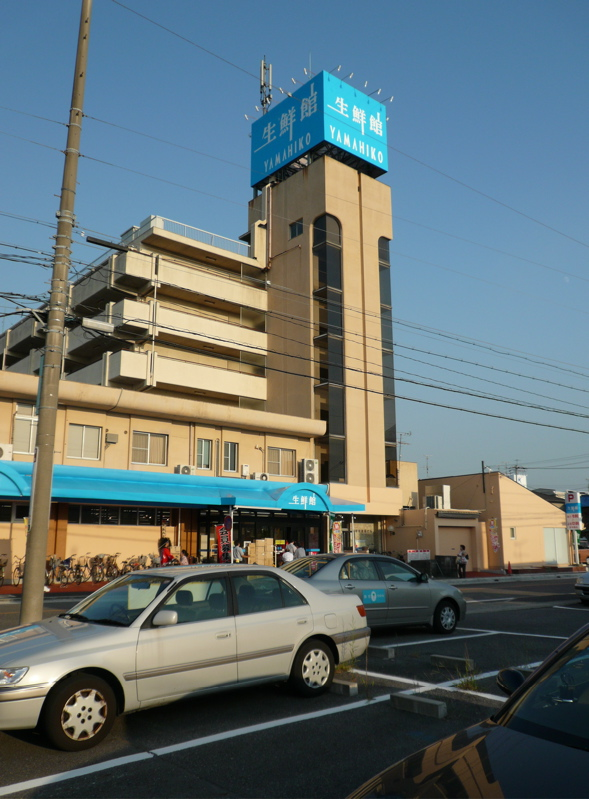
如意店

- 南大通店（愛知県稲沢市）[1]
- 喜惣治店（愛知県名古屋市北区）[1]
- 海津店（岐阜県海津市）[1]
- 如意店（愛知県名古屋市北区）[1]
- 小牧店（愛知県小牧市）[1]
- 岩倉店（愛知県岩倉市）[1]
- 弥富店（愛知県弥富市）[1]
- 春日井店（愛知県春日井市）[1]
- 赤尾店（三重県桑名市）[1]
- 尾張旭店（愛知県尾張旭市）[1]

- 如意店